# 천사대교로
천사대교로(Cheonsadaegyo-ro)는 전라남도 신안군 압해읍 송공리 송공 교차로와 암태면 신석리를 잇는 전라남도의 도로이다. 전 구간 국도 제2호선에 속하며, 천사대교를 통과한다.

## 연혁
- 2019년 4월 4일 : 압해 ~ 암태간 도로 1공구 및 천사대교(신안군 암태면 신석리 ~ 압해읍 송공리) 9.801km 구간 신설 개통[1]
- 2019년 4월 8일 : 천사대교로로 명명

## 주요 경유지
전라남도
- 신안군 (압해읍 · 암태면)

## 노선
전 구간 국도 제2호선에 속하기 때문에 이에 대한 별도 표기는 생략한다.
| 이름          | 접속 노선             | 소재지        | 소재지        | 비고          |
| 압해로와 직결 | 압해로와 직결         | 압해로와 직결 | 압해로와 직결 | 압해로와 직결 |
| ------------- | --------------------- | ------------- | ------------- | ------------- |
| 송공 교차로   | 국도 제2호선 (압해로) | 신안군        | 압해읍        |               |
| 송공항 교차로 |                       | 신안군        | 압해읍        |               |
| 천사대교      |                       | 신안군        | 압해읍        |               |
| 암태면        |                       | 신안군        |               |               |
| 오도 교차로   | 박달로 진작지길       | 신안군        |               |               |
| 박달로와 직결 |                       |               |               |               |